# Vuelta al País Vasco 1983
La XXIII Vuelta al País Vasco, disputada entre el 4 de abril y el 8 de abril de 1983, estaba dividida en 5 etapas para un total de 866 km.
En esta edición participaron los 5 equipos profesionales españoles (Reynolds, Kelme, Teka, Zor y Hueso) y 4 equipos extranjeros (los italianos de Sammontana, Inoxpran y Alfa Lum-Olmo, así como el belga Euroshop-Splendor).
El triunfo final de la prueba fue a parar a manos de un jovencísimo ciclista local con un futuro muy prometedor, Julián Gorospe, que repitiría éxito en la edición de 1990. Su victoria se fraguó en la contrarreloj final con llegada al Alto de Regil, donde dio una exhibición en su especialidad, las cronoescaladas.

## Etapas
| Etapa              | Fecha    | Recorrido                   | km       | Vencedor de la Etapa | Líder de la general |
| ------------------ | -------- | --------------------------- | -------- | -------------------- | ------------------- |
| 1ª etapa           | 04/04/83 | Legorreta - Legorreta       | 188      | Guido Bontempi       | Guido Bontempi      |
| 2ª etapa           | 05/04/83 | Legorreta - Vera de Bidasoa | 168      | Juan Fernández       | Juan Fernández      |
| 3ª etapa           | 06/04/83 | Vera de Bidasoa - Munguía   | 189      | Vicente Belda        | Pedro Delgado       |
| 4ª etapa           | 07/04/83 | Munguía - Vitoria           | 163      | José Antonio Cabrero | Pedro Delgado       |
| 5ª etapa (1º Sec.) | 08/04/83 | Vitoria - Azpeitia          | 136      | Guido Bontempi       | Pedro Delgado       |
| 5ª etapa (2º Sec.) | 08/04/83 | Azpeitia - Alto de Regil    | 15 (CRI) | Julián Gorospe       | Julián Gorospe      |

## Clasificaciones
| \| 1. \| Julián Gorospe \| REY \| 23h 05' 31s \| \| 2. \| Roberto Visentini \| INO \| a 36s \| \| 3. \| Marino Lejarreta \| ALF \| a 38s \| \| 4. \| Vicente Belda \| KEL \| a 1' 02s \| \| 5. \| Felipe Yáñez \| TEK \| a 1' 02s \| \| 6. \| Juan Carlos Alonso \| TEK \| a 1' 02s \| \| 7. \| Faustino Rupérez \| ZOR \| a 1' 07s \| \| 8. \| Alberto Fernández \| ZOR \| a 1' 16s \| \| 9. \| Giovanni Battaglin \| INO \| a 1' 36s \| \| 10. \| José Recio \| KEL \| a 1' 42s \| |                    |     |             |
| 1. | Julián Gorospe     | REY | 23h 05' 31s |
| 2. | Roberto Visentini  | INO | a 36s       |
| 3. | Marino Lejarreta   | ALF | a 38s       |
| 4. | Vicente Belda      | KEL | a 1' 02s    |
| 5. | Felipe Yáñez       | TEK | a 1' 02s    |
| 6. | Juan Carlos Alonso | TEK | a 1' 02s    |
| 7. | Faustino Rupérez   | ZOR | a 1' 07s    |
| 8. | Alberto Fernández  | ZOR | a 1' 16s    |
| 9. | Giovanni Battaglin | INO | a 1' 36s    |
| 10. | José Recio         | KEL | a 1' 42s    |

| \| 1. \| Juan Fernández \| ZOR \| 42 puntos \| \| \| 2. \| Moreno Argentin \| SAM \| 40 puntos \| \| \| 3. \| Guido Bontempi \| INO \| 34 puntos \| \| |                 |     |           |  |
| 1. | Juan Fernández  | ZOR | 42 puntos |  |
| 2. | Moreno Argentin | SAM | 40 puntos |  |
| 3. | Guido Bontempi  | INO | 34 puntos |  |

| \| 1. \| Felipe Yáñez \| TEK \| 38 puntos \| \| \| 2. \| José Luis Laguía \| REY \| 28 puntos \| \| \| 3. \| Pedro Delgado \| REY \| 22 puntos \| \| |                  |     |           |  |
| 1. | Felipe Yáñez     | TEK | 38 puntos |  |
| 2. | José Luis Laguía | REY | 28 puntos |  |
| 3. | Pedro Delgado    | REY | 22 puntos |  |

| \| 1. \| Modesto Urrutibeazkoa \| TEK \| 18 puntos \| \| \| 2. \| Sabino Angoitia \| HUE \| 11 puntos \| \| \| 3. \| José Antonio Cabrero \| HUE \| 9 puntos \| \| |                       |     |           |  |
| 1. | Modesto Urrutibeazkoa | TEK | 18 puntos |  |
| 2. | Sabino Angoitia       | HUE | 11 puntos |  |
| 3. | José Antonio Cabrero  | HUE | 9 puntos  |  |

| \| 1. \| Reynolds \| 69h 19' 28s \| \| \| 2. \| Teka \| a 1' 38s \| \| \| 3. \| Inoxpran \| a 2' 19s \| \| |          |             |  |
| 1. | Reynolds | 69h 19' 28s |  |
| 2. | Teka     | a 1' 38s    |  |
| 3. | Inoxpran | a 2' 19s    |  |